# Le Lieutenant Kijé (film)
Pour les articles homonymes, voir Le Lieutenant Kijé et Lieutenant Kijé.
Pour plus de détails, voir Fiche technique et Distribution.
Le Lieutenant Kijé (Поручик Киже, Poruchik Kizhe) est un film soviétique réalisé par Aleksandr Faintsimmer en 1934,. Il est adapté d'une nouvelle éponyme de Iouri Tynianov, qui signe aussi le scénario,. Le thème musical du film composé par le célèbre Sergueï Prokofiev consiste en seize morceaux, que Prokofiev arrangera en une suite pour concert du même nom en 1934.

## Synopsis
L'histoire se déroule sous le règne de Paul Ier, dans l'Empire russe.
Un scribe de la chancellerie du régiment Préobrajenski commet une erreur de transcription d'un ordre du jour rendue possible en russe par une proximité orthographique et phonétique - au lieu de « podporoutchiki-jé (russe : Подпоручики же, « quant aux lieutenants »)... », il écrit : « podporoutchik Kijé (russe : Подпоручик Киже, « le lieutenant Kijé »). » Ainsi, le document en question fait apparaitre un être fictif dont le nom à la lecture, tout à fait par hasard, attire l'attention de l'empereur, qui par fantaisie décide de lui octroyer une promotion. Personne dans l'entourage de Sa Majesté n'osera jamais révéler l'inexistence du lieutenant Kijé qui sera tour à tour promu, exilé en Sibérie, gracié, puis nommé capitaine, colonel chef de régiment et enfin général. Lorsque l'empereur demande à voir son général, on lui explique que le général Kijé vient de tomber malade. On annonce sa mort trois jours plus tard. Cette mort est l'occasion de funérailles nationales grandioses.

## Fiche technique
- Titre : Le Lieutenant Kijé
- Titre original : Поручик Киже (Poroutchik Kijé)
- Réalisation : Aleksandr Faintsimmer
- Scénario : Iouri Tynianov
- Production : Belgoskino
- Photographie : Arkadi Koltsaty
- Direction artistique :  Konstantin Kartachev, Piotr Snopkov
- Musique : Sergueï Prokofiev
- Costumes : Maria Itina
- Maquillage : Anton Andjan
- Pays d'origine :  Union soviétique
- Format : Super 35mm-noir et blanc-Mono
- Durée : 98 minutes
- Date de sortie : 10 juin 1934

## Distribution
- Mikhaïl Yanchine : Paul Ier
- Erast Garine : adjudant Kabloukov
- Leonid Kmit : scribe
- Boris Gorine-Goriaïnov : Piotr Alexeïevitch Pahlen
- Andreï Kostritchkine : secrétaire
- Sofia Magarill : Yekaterina Nelidova
- Mikhaïl Rostovtsev : commandant de forteresse
- Nina Chaternikova : princesse Gagarine
- Konstantin Gibschman : pharmacien